# Geoffrey Grey
Geoffrey Grey es un violinista, compositor y director de orquesta británico, que nació en Gipsy Hill, Londres, el 26 de septiembre de 1934.

## Biografía
Este prestigioso violinista vivió cerca de Dartmoor hasta comienzos de la II Guerra Mundial. Durante este conflictivo período se trasladó a la casa de su abuelo, que residía en Escocia. Sus padres habían previsto para él la carrera de violinista, animados al percatarse de su precoz interés por este instrumento. En esta época la ciudad de Edimburgo , obviamente, se mostraba poco acogedora para los ingleses, y la juventud local manifestaba una notoria hostilidad hacia los jóvenes que tenían vocación artística. 
Ingresó en la Academia de Música, donde estudió violín, composición, piano y dirección de orquesta. Sus profesores de Composición fueron William Alwyn, Benjamin Frankel y más tarde, en París, Nadia Boulanger. 
Conoció a Edwin Carr, un compositor neozelandés que se convertirá en su fiel amigo. En 1959, se trasladó a Nueva Zelanda, donde ejerció como violinista independiente, hasta que se le asignó el puesto de Tour Musical Director de la NZ Opera Company. Algunas de sus obras creadas anteriormente fueron difundidas por NZBS. 
Geoffrey Grey volvió a Inglaterra en 1960 para tocar el violín en numerosas orquestas. Debía ayudar su familia y tuvo que ejercer de Director de la Suffolk Rural Music School. Después, vivió en Londres, donde se estableció, y tocó el violín durante los cuarenta años siguientes. En este período ocupó varios puestos importantes en las más grandes orquestas, y siguió componiendo obras para distintas combinaciones de instrumentos. 
Participó activamente en la vida musical de Londres dando numerosos recitales de música contemporánea así como de sus propias composiciones. Tocaba el piano y el violín para ballets y comedias musicales del Lindsay Kemp Theatre Company. 
En 1992, viajó los Países Bajos para trabajar durante un año. En 1996, vivió en Cornualles y en Margate dónde se concentró casi exclusivamente en trabajos de composición. En marzo de 2003, a la muerte de su amigo Edwin Carr, contactó con el músico de oboe francés Dominique Enon a fin de componer un concierto para oboe y orquesta que dedicó a este músico antes de su muerte. Este encuentro fue muy importante porque Geoffrey Grey viajó de nuevo a Francia para estudiar con Kurt Masur, en Radio Francia. 
Prosiguió su relación con Dominique Enon y continuó trabajando para este músico de oboe, componiendo para él numerosas obras. Esta relación también a va originar la publicación de varias de sus obras en Francia, en las ediciones Armiane de Versalles. Actualmente (2007) reside en Dorset y ha publicado tres nuevas obras durante este mismo año.

## Catálogo de obras
| Año  | Obra                                                                                | Tipo de obra                               |
| ---- | ----------------------------------------------------------------------------------- | ------------------------------------------ |
| 1956 | The Tinderbox, for Narrator, Violon & Piano                                         | Música vocal (instrumentos)                |
| 1958 | Sonata in C (Piano)                                                                 | Música solista (piano)                     |
| 1958 | The Pied Piper of Hamelin (Opera pour enfants)                                      | Música escénica (ópera)                    |
| 1959 | A Christmas Cantata, (Boys/Girls Voicestring Orchestra)                             | Música vocal (orquesta)                    |
| 1961 | Sonata No.1, for Violon & Piano                                                     | Música instrumental (violín y piano)       |
| 1962 | Six Cavalier Songs (High Voice & Piano)                                             | Música vocal (piano)                       |
| 1963 | Capriccio pour orchestre à cordes                                                   | Música orquestal (cuerdas)                 |
| 1964 | Sarabande (Ballet for Sadlers Wells Opera Ballet)                                   | Música escénica (ballet)                   |
| 1964 | Patterns (Ballet for Sadlers Wsells Opera Ballet)                                   | Música escénica (ballet)                   |
| 1964 | Cock Robin, Betty Botter, Lullaby, for Voices (Childrens’ pieces)                   | Música vocal                               |
| 1967 | Dance-Game (Full Orchestre)                                                         | Música orquestal                           |
| 1967 | Serenade, for Double w/w quintet                                                    | Música instrumental                        |
| 1967 | String Quartet N.º 1                                                                | Música instrumental (cuarteto)             |
| 1968 | Sonata, for Brass (3Tr. 3 Tbn)                                                      | Música instrumental                        |
| 1968 | Aria, for Flute (ou hautbois) & Piano                                               | Música instrumental (oboe y piano)         |
| 1969 | Inconsequenza (for Percussion quartet)                                              | Música instrumental                        |
| 1969 | Flowers of the Night (Violon & Piano)                                               | Música instrumental (violín y piano)       |
| 1969 | Quintette pour vents                                                                | Música instrumental                        |
| 1969 | Notturno (String quartet)                                                           | Música instrumental (cuarteto)             |
| 1969 | Autumn ‘69 (The Prisoner), for 4 instrumental ensembles)                            | Música instrumental                        |
| 1969 | John Gilpin (Solo SATB & w/w quintet)                                               | Música vocal (instrumentos)                |
| 1970 | Divertimento Pastorale (Brass quintet)                                              | Música instrumental                        |
| 1970 | The Autumn People (Chamber Orchestra)                                               | Música orquestal (cámara)                  |
| 1970 | Sarabande for Dead Lovers (Suite from the ballet “Sarabande”) (Full Orchestra)      | Música escénica (ballet)                   |
| 1971 | A Mirror for Cassandra (Piano, Violon, hautbois, Cor, Violoncelle)                  | Música instrumental                        |
| 1971 | 12 Labours of Hercules (Narrators & Full Orchestra)(Comm. NCO)                      | Música vocal (orquesta)                    |
| 1972 | Songs for Instruments (Septet)                                                      | Música instrumental                        |
| 1972 | Quatuor de saxophones                                                               | Música instrumental                        |
| 1972 | Concerto Grosso N.º 1, for String Orchestra                                         | Música orquestal (cuerdas)                 |
| 1972 | Ceres (Ballet by Anthony Tudor)                                                     | Música escénica (ballet)                   |
| 1973 | Summons to an Execution , Dirge, Celia (Voice & Piano) (Voice and String Orchestra) | Música vocal (piano)                       |
| 1974 | A Dream of Dying (Soprano & Ensemble)                                               | Música vocal (instrumentos)                |
| 1975 | March Militaire N.º 1, for Brass & Percussion                                       | Música instrumental                        |
| 1975 | Trois pièces pour deux pianos                                                       | Música solista (2 pianos)                  |
| 1975 | Concertante, for 2 Solo Violins & Chamber Orchestra                                 | Música orquestal (cámara)                  |
| 1975 | Tryptych (Large Orchestra)                                                          | Música orquestal                           |
| 1976 | Sonate pour violoncelle & Piano                                                     | Música instrumental (violonchelo y piano)  |
| 1977 | Dreams of a Summer Afternoon (Violon, cor & Piano)                                  | Música instrumental (trío)                 |
| 1978 | Song from “Death’s Jest Book” (Soprano & Piano)                                     | Música vocal (piano)                       |
| 1980 | Variations pour Orchestre                                                           | Música orquestal                           |
| 1981 | 12 Etudes pour Piano (Book 1)                                                       | Música solista (piano)                     |
| 1981 | Suite pour cordes                                                                   | Música instrumental                        |
| 1983 | Sonate, for Clarinette & Piano                                                      | Música instrumental (clarinete y piano)    |
| 1984 | Contretemps (for w/w quartet) (comm. Nove Music)                                    | Música instrumental                        |
| 1984 | Three Songs, for Soprano, Clarinet & Piano                                          | Música vocal (instrumentos)                |
| 1985 | A Morning Raga (Double Bass & Piano)                                                | Música instrumental (double bass y piano)  |
| 1987 | Sonata, for Viola & Piano                                                           | Música instrumental (viola y piano)        |
| 1988 | Sonata in Four Movements (Violin & Piano)                                           | Música instrumental (violín y piano)       |
| 1988 | Partita, for Trumpet & Piano                                                        | Música instrumental (trompeta y piano)     |
| 1988 | Concerto Grosso No2. (Solo Violin & String Orchestra) (Comm. Blackheath Strings)    | Música orquestal (cuerdas)                 |
| 1989 | 10 Easy Pieces (Piano, Vln, Hrn, Oboe)                                              | Música instrumental                        |
| 1996 | A Bit of Singing & Dancing (Full Orch) (Comm. Dartford S/O)                         | Música orquestal                           |
| 1997 | Sherzo Strepitoso (Full Orchestra)                                                  | Música orquestal                           |
| 1997 | 4 Bagatelles, for 2 Flutes                                                          | Música solista (2 flautas)                 |
| 1998 | Cantar de la Siguiriya Gitana (Tenor & Piano Trio) (Comm. José Guerrero)            | Música vocal (piano)                       |
| 1999 | Flowers of the Night (Arr., for Flute & Piano)                                      | Música instrumental (flauta y piano)       |
| 1999 | Preamble & 5 Variations, for Bassoon & Piano (Comm. John Orford)                    | Música instrumental (Bassoon y piano)      |
| 2000 | Partita, for Trumpet & Pno. [Arr. for Tr./Strings[]                                 | Música instrumental (trompeta y piano)     |
| 2001 | De Vinetas Flamencos (Tenor & Piano)(Comm. José Guerrero)                           | Música vocal (piano)                       |
| 2002 | Tango alla Sonata, for Cor Anglais & Piano                                          | Música instrumental (corno inglés y piano) |
| 2002 | Threnody, Capriccio & Anthem (Oboe choir)                                           | Música instrumental                        |
| 2003 | The weather in the East (Flute, Clar, Bassoon & Piano)                              | Música instrumental                        |
| 2004 | A Scene from Old Russia (Piano Trio)                                                | Música instrumental (trío)                 |
| 2004 | The Man in the Moon (a cappella SATB)                                               | Música vocal (capella)                     |
| 2004 | Shine, Candle, Shine (a cappella SATB)                                              | Música vocal (capella)                     |
| 2005 | The Screech-Owl (Bestiary), for piano solo.                                         | Música solista (piano)                     |
| 2005 | The Disaster (Theatre piece for multiple ensembles)                                 | Música escénica (teatro)                   |
| 2005 | Aubade, for Oboe & Piano (Comm. Domimique Enon)                                     | Música instrumental (oboe y piano)         |
| 2006 | Concertino de Printemps, for Piano & Orchestra.                                     | Música orquestal                           |
| 2007 | Trio Concertante, for Piano, Oboe & Bassoon (Comm. John Orford)                     | Música instrumental (trío)                 |
| -    | Arreglo de Chaikovski: The Seasons, for String Quartet                              | Arreglo                                    |
| -    | Arreglo de Grieg: Selection of works for String Quartet                             | Arreglo                                    |
| -    | Arreglo de Tartini: Solo Sonatas, for Violin & Harp                                 | Arreglo                                    |
| -    | Arreglo de Chaikovski: Francesa da Rimini, for 16 piece orchestra                   | Arreglo                                    |
| -    | Arreglo de Verdi: Sicilian Vespers Ballet Music, for 16 piece orchestra             | Arreglo                                    |
| -    | Arreglo de Irish Suite, for String Quartet                                          | Arreglo                                    |
| -    | Arreglo de Victorian Salon Pieces, for Piano Trio                                   | Arreglo                                    |